# Tylophora javanica
Tylophora javanica är en oleanderväxtart som först beskrevs av Justus Carl Hasskarl, och fick sitt nu gällande namn av Jacob Gijsbert Boerlage. Tylophora javanica ingår i släktet Tylophora och familjen oleanderväxter. Inga underarter finns listade i Catalogue of Life.